# 소노 구니코
소노 쿠니코(일본어: 園 国子 その くにこ[*], 간에이 원년 (1624년) - 엔호 5년 7월 5일 (1677년 8월 3일))는 에도 시대 전기의 여성이다. 고미즈노오인의 텐지로, 레이겐 천황의 생모이다. 뇨인이고, 원호는 신코기몬인 (新広義門院)이다. 아버지는 곤다이나곤 소노 모토나리 (사망 후, 좌대신으로 추증), 어머니는 탄바 야마가번주 타니 모리토모의 딸이다. 오빠로는 준대신 소노 모토요시가 있다. 고모 소노 미츠코 (미부인)도 고미즈노오인의 텐지였다.

## 생애
28세 연상인 고미즈노오인의 후궁으로 출사해 총애를 받았다. 이후 텐지가 되어 종3위에 올랐다. 4남 2녀를 낳았고, 막내 아들이 레이겐 천황으로 즉위하였다. 엔호 5년 (1677년) 7월 5일, 쿠니코가 위독해지자, 레이겐 천황은 급히 그를 준삼궁으로 올리고, 원호를 선하하야 신코기몬인 (新広義門院)으로 삼았다. 그러나 같은 날, 사망하였다. 교토부 교토시 히가시야마구 이마쿠마노센잔쵸의 센뉴지 내에 있는 츠키노와릉에 묘가 있다.
쿠니코의 존재는, 출신 가문인 소노가에게 큰 영화를 안겨주었고, 그녀의 아버지인 소노 모토나리에게는 좌대신이 추증되었고, 오빠인 소노 모토요시에게는 이례적으로 준대신의 자리가 주어졌다. 원래 소노가는 곤츄나곤을 최고 높은 관직으로 하는 하급 공가였으나, 이후, 소노가 당주는 어려서 죽은 자를 제외하고는 전원이 곤다이나곤으로 되어있어, 우림가 제일 명문가가 되었다.